# Steady Diet of Nothing
Steady Diet of Nothing (с англ. — «Постоянная диета из ничего») — второй студийный альбом американской постхардкор-группы Fugazi, выпущенный 1 июля 1991 года лейблом Dischord Records.
После успеха Repeater (1990 г.) и их последующего мирового турне, альбом Steady Diet… стал долгожданным. За шесть месяцев до его выхода у Dischord Records было более 160 000 предварительных заказов на альбом. Несмотря на то, что альбом был хорошо принят и популярен на момент выхода, многие музыкальные журналисты не упоминают его, когда пишут о карьере Fugazi, но он по-прежнему любим поклонниками группы.

## Предыстория и запись
Для своего второго студийного альбома группа снова попросила Теда Найсли стать продюсером. Найсли стал шеф-поваром и был вынужден неохотно отказаться от этой работы, поэтому группа решила продюсировать альбом самостоятельно.
Альбом Steady Diet of Nothing был записан в январе и феврале 1991 года в студии Inner Ear и примечателен тем, что это был первый релиз Fugazi, спродюсированный самой группой. Из-за того, что у группы не было стороннего продюсера, кроме звукорежиссёра Дона Зиентары, запись и сведение альбома дались группе нелегко. Ги Пиччотто сказал о создании альбома следующее: 

Это был сложный альбом для нас. Это была наша первая попытка самостоятельно спродюсировать и свести альбом, и нам казалось, что мы не очень хорошо разбираемся в том, что хотим сделать с технической точки зрения. К тому же мы были измотаны долгими гастролями. Я благодарен Steady Diet… за многое, но и в выступлениях, и в звучании была какая-то монотонность, которая нам казалась странной.
Вокалист и гитарист Иэн Маккей объяснил: 

Мы как будто ходили на цыпочках, стараясь не обидеть друг друга. Никто бы не сказал: «Сделай потише гитару» или «Сделай потише барабаны». Так что в итоге мы получили демократичный микс, а демократичный микс часто означает плохой микс. И я считаю, что Steady Diet… — это классический пример того, что мы были очень консервативны, хотя многие считают, что это наша лучшая пластинка.

## Концепция и темы
Пресса похвалила группу за то, что она по бо́льшей части избегает «очевидных» тем в своих текстах, отметив, что: «В отличие от большинства панк-гимнов, похожие на хайку тексты „Exit Only“, вероятно, будут по-прежнему передавать тот же смысл через 20 лет». Космо Ли из журнала Stylus Magazine аналогично пишет об альбоме: «В отличие, скажем, от песни Rage Against the Machine „Killing in the Name“, представляющую собой замкнутую систему слоганов, Steady Diet… оставляет пространство для интерпретации — звуковой, лирической и визуальной (фигура на обложке навсегда останется загадочной). В этом смысле Fugazi в своей лучшей форме: они отказываются от простых ответов как у Minor Threat и задают сложные вопросы». Например, в песне «Long Division» «рассматривается медленное, беспричинное разрушение дружбы», а в «Latin Roots» — песне о «сексуальной связи» — Пиччотто примиряется со своим итальянским происхождением. Энди Келлман из AllMusic также отмечает, что из-за своеобразного вокала в этой песне многие слова можно неправильно расслышать. Песня «Runaway Return» даже «переосмысливает старую притчу о блудном сыне в современном контексте». Однако бо́льшая часть текстов Steady Diet… по-прежнему носит политический характер, и Ги Пиччотто вспоминает, что в то время на группу негативно повлияла продолжавшаяся в то время война в Персидском заливе: «Я думаю, мы все начали чувствовать, что Америка просто превращается в сумасшедший дом, <…> и это нас очень угнетало». Антивоенная тематика была отмечена в тексте песни «Nice New Outfit» в дополнение к обычной антипотребительской позиции группы. Песня «Dear Justice Letter» была вдохновлена недавним уходом в отставку либерального судьи Верховного суда Уильяма Дж. Бреннана-младшего. Группа затронула тему личной свободы в гимне в поддержку права на аборт. «Reclamation», а песню «KYEO» Маккей посвятил Родни Кингу (после его печально известного избиения) во время тура Steady Diet.

## Композиция и стиль
В музыкальном плане Steady Diet of Nothing был описан как «альбом Fugazi, на котором группа открыла для себя искусство тяжести». В звуковом плане альбом гораздо более лаконичен, чем другие работы группы, а «консервативное», сухое продюсирование подчеркивает ритм-секцию басиста Джо Лэлли и барабанщика Брендана Кэнти. «Хотя вы, вероятно, могли бы проследить их влияние на многочисленные источники, — писал Стив Парк из The Boston Phoenix, — музыка Fugazi — это естественное слияние двух жанров: хардкора и регги. Но в отличие от Bad Brains, они смешивают жанры, создавая настоящий гибрид, а не две легко различимые части». В рецензии на альбом в журнале Trouser Press говорится, что Steady Diet… «создаёт дихотомию между бритвенной остротой и методичной решимостью; крепко сжимая одной рукой и яростно тыча другой, Fugazi открывают дверь в мир смешанных эмоций и противоречивых импульсов. Напряжение, вызванное умением группы придерживаться экономного ритма и извлекать напряжённые гитарные партии, едва ли ослабевает из-за бурных всплесков откровенной агрессии, к которым они обычно прибегают (инструментальная композиция „Steady Diet“ доводит последнюю до опасной пены)». В рецензии также отмечается звучание гитар группы — «звон натянутых струн, похожий на трение о наэлектризованный забор» и «настойчивый» вокал Маккея и Пиччотто. Звучание гитары в «Long Division» было охарактеризовано как «настолько сухое, что можно было бы записать его напрямую». А «Latin Roots» напоминает более ранние работы группы, вдохновлённые даб-музыкой, а Кэнти играет на барабанах в стиле Стюарта Коупленда.

## Выпуск
За шесть месяцев до релиза компания Dischord Records получила более 160 000 предварительных заказов на альбом. В августе 1993 года, более чем через два года после выхода альбома, Маккей рассказал журналу Billboard, что было продано 215 000 копий Steady Diet of Nothing. И Маккей, и Пиччотто позже объясняли относительно сдержанную реакцию на альбом бумом альтернативного рока, ознаменовавшимся выходом альбома Nevermind группы Nirvana через два месяца после Steady Diet…. По словам Пиччотто, который в то время гастролировал с группой в Австралии: «По сравнению с тем влиянием, которое оказал Nevermind, наша пластинка могла бы быть просто бомжём, писающим в лесу. <…> Nevermind был настолько масштабным, что люди были просто в шоке. Мы просто подумали: „Что, мать вашу, здесь происходит?“ Это было безумие. С одной стороны, концерты стали масштабнее, но с другой стороны, казалось, что мы внезапно начали играть на укулеле из-за несопоставимости того, что делали они». Несмотря на это, Steady Diet of Nothing стал первым альбомом группы, попавшим в чарты Великобритании, где он занял 63-е место.

## Отзывы критиков
| Оценки критиков                   | Оценки критиков |
| Источник                          | Оценка          |
| --------------------------------- | --------------- |
| AllMusic                          | [ 9 ]           |
| The Boston Phoenix                | [ 13 ]          |
| Christgau's Consumer Guide        | [ 17 ]          |
| The Encyclopedia of Popular Music | [ 18 ]          |
| The Great Rock Discography        | 7/10            |
| MusicHound Rock                   | [ 20 ]          |
| OndaRock                          | 8/10            |
| The New Rolling Stone Album Guide | [ 22 ]          |
| Spin                              | 9/10            |
| Sputnikmusic                      | [ 24 ]          |

После выхода Steady Diet of Nothing получил в основном положительные отзывы. Стив Парк из The Boston Phoenix написал, что группа добилась «двойного триумфа, смешав музыку и политику без ущерба для зрелищности и адреналина». Однако он отметил, что альбому не удалось передать «неотложную напряжённость» их живых выступлений. Энди Келлман написал, что, хотя альбом «не такой зубодробительный, как Repeater, Steady Diet… всё равно наносит ощутимый удар, но в более медленном темпе и с менее продуманным инструментарием». Однако он не согласился с расплывчатостью текстов песен, которые «временами граничат с двусмысленностью, что имеет свои преимущества и недостатки».
Неоднозначный отзыв был получен от Роберта Кристгау, который просто поставил альбому оценку «ни о чём» (), указав на релиз, который «может произвести впечатление раз или два последовательным исполнением или парой захватывающих треков. Но этого не произойдет».

### Влияние
Гэвин Россдэйл из английской рок-группы Bush включил Steady Diet… в число 10 альбомов, изменивших его жизнь. Такие группы, как Suuns и Buke and Gase записали кавер на трек «Long Division» вживую. Трибьют-альбом Fugazi 2021 года Silence Is a Dangerous Sound: A Tribute to Fugazi с участием таких групп, как La Dispute, Failure, Shai Hulud, ZAO, Authority Zero и остальные 38 групп; название трибьюта — это строчка из песни «KYEO».

## Список композиций
Слова и музыка всех песен — группа Fugazi.
| №                   | Название                                    | Ведущий вокал       | Длительность |
| ------------------- | ------------------------------------------- | ------------------- | ------------ |
| 1.                  | «Exit Only»                                 | Ги Пиччотто         | 3:11         |
| 2.                  | «Reclamation»                               | Иэн Маккей          | 3:21         |
| 3.                  | «Nice New Outfit»                           | Ги Пиччотто         | 3:26         |
| 4.                  | «Stacks»                                    | Иэн Маккей          | 3:08         |
| 5.                  | «Latin Roots»                               | Ги Пиччотто         | 3:13         |
| 6.                  | «Steady Diet» (инструментальная композиция) | —                   | 3:42         |
| 7.                  | «Long Division»                             | Иэн Маккей          | 2:12         |
| 8.                  | «Runaway Return»                            | Ги Пиччотто         | 3:58         |
| 9.                  | «Polish»                                    | Иэн Маккей          | 3:38         |
| 10.                 | «Dear Justice Letter»                       | Ги Пиччотто         | 3:27         |
| 11.                 | «KYEO»                                      | Иэн Маккей          | 2:58         |
| Общая длительность: | Общая длительность:                         | Общая длительность: | 36:18        |

## Участники записи
| Fugazi - Иэн Маккей — вокал, гитара - Ги Пиччотто — вокал, гитара - Джо Лэлли — бас-гитара - Брендан Кэнти — барабаны Производственный персонал - Дон Зиентара — звукоинженер - группа Fugazi — продюсеры | Художественное оформление - Люси Кейпхарт — фото - Адам Кох — фото - Джон Фоллс — фото - Курт Сайенга — графический дизайн |

## Чарты
| Чарт (1990 г.)                   | Позиции в чартах |
| -------------------------------- | ---------------- |
| Великобритания (UK Albums Chart) | 63               |

### Комментарии
1. ↑  Хотя ходят упорные слухи, что название альбома является аллюзией на цитату покойного американского стендап-комика Билла Хикса[1], название альбома появилось на несколько лет раньше цитаты Хикса и на самом деле было придумано басистом Джо Лэлли[2].
2. ↑  Аббревиатура фразы «Keep Your Eyes Open»[8]

### Сноски
1. ↑  Twenty Other Great Albums That Aren't Nevermind, 20 years later [Part I].
2. ↑  Sheppard, Oliver. Reappraising Steady Diet of Nothing - thebattleground. The Battleground. Дата обращения: 3 февраля 2022. Архивировано 3 февраля 2022 года.
3. 1 2  Andersen, p. 304
4. 1 2 3 4 5 6  Lee, Cosmo. Stylus Magazine: Fugazi - Steady Diet of Nothing. On Second Thought Fugazi - Steady Diet of Nothing. Дата обращения: 5 мая 2011. Архивировано 18 февраля 2008 года.
5. 1 2  Perlah, Jeff. «The Independent». Guitar World. March 2002.
6. ↑  Azerrad, p. 407.
7. 1 2 3  Fugazi (амер. англ.). Trouser Press. Дата обращения: 4 июня 2022.
8. 1 2 3 4 5 6 7  Azerrad, Michael. Our band could be your life : scenes from the American rock underground 1981-1991. — Boston : Little, Brown, 2001. — ISBN 978-0-316-06379-1.
9. 1 2 3  Kellman, Andy. [Steady Diet of Nothing (англ.) на сайте AllMusic allmusic ((( Steady Diet of Nothing > Review )))]. Allmusic. Дата обращения: 17 марта 2010.
10. ↑  Kelley, Ken. 25 Years Ago: Fugazi Pursue Restraint With 'Steady Diet of Nothing' (англ.). Diffuser.fm. Дата обращения: 4 июня 2022.
11. ↑  Andersen, p. 304, 305
12. ↑  Earles, Andrew. Gimme Indie Rock. — Voyager Press.
13. 1 2 3  The Boston Phoenix January 3-9, 1992: Vol 21 Iss 1. Boston Phoenix (3 января 1992).
14. ↑  Christman, Ed (1993-08-14). HMV's Megastore Moves; Jersey Land(mark) Grab. Billboard (англ.). Nielsen Business Media, Inc. p. 48. Дата обращения: 2024-06-08.
15. ↑  Sheppard, Oliver. The Ian MacKaye Interview (амер. англ.). The Battleground (16 февраля 2022). Дата обращения: 4 июня 2022.
16. ↑  Artists. www.officialcharts.com. Дата обращения: 4 июня 2022.
17. 1 2  Christgau, Robert. "Fugazi". robertchristgau.com, Retrieved on March 17, 2010.
18. ↑  Larkin, Colin. The Encyclopedia of Popular Music. — 5th concise. — Omnibus Press, 2011. — ISBN 978-0-85712-595-8.
19. ↑  Strong, Martin C. The Great Rock Discography. — 7th. — Canongate Books, 2004. — ISBN 1-84195-551-5.
20. ↑  Graff, Gary. MusicHound Rock: The Essential Album Guide. — 2nd. — Visible Ink Press, 1999. — ISBN 1-57859-061-2.
21. ↑  Claudio Lancia. Fugazi. OndaRock. Дата обращения: 9 сентября 2020.
22. ↑  Brackett, Nathan. "Fugazi". The New Rolling Stone Album Guide. November 2004. pg. 315, cited March 17, 2010
23. ↑  Sutton, Terri. Minor Threat/Fugazi // Spin Alternative Record Guide. — New York : Vintage Books, 1995. — P. 251. — ISBN 0679755748.
24. ↑  Jared W. Dillon. Fugazi - Steady Diet of Nothing (album review). Sputnikmusic (20 декабря 2006). Дата обращения: 18 апреля 2020. Архивировано 19 октября 2012 года.
25. ↑  Robert Christgau: CG 90s: Key to Icons. www.robertchristgau.com. Дата обращения: 4 июня 2022.
26. ↑  Ellie Rogers. Bush's Gavin Rossdale on the 10 albums that changed his life, spending time with Prince and being inspired by PJ Harvey to buy Joe Walsh's Jazzmaster (англ.). MusicRadar (10 октября 2022). Дата обращения: 9 ноября 2022.
27. ↑  Exclusive Stream: Suuns' "Long Division (Fugazi cover)" (амер. англ.). Alternative Press (14 апреля 2011). Дата обращения: 13 марта 2019.
28. ↑  Yet Another Fugazi "Cover" (англ.). Washington City Paper. Дата обращения: 13 марта 2019.
29. ↑  Hammerpublished, Metal. Listen to Shai Hulud cover Great Cop for new Fugazi tribute album (англ.). loudersound (6 августа 2021). Дата обращения: 4 июня 2022.
30. ↑  Couch Slut - "Full Disclosure" (Fugazi Cover) (англ.). Stereogum (6 августа 2021). Дата обращения: 4 июня 2022.
31. ↑  Fugazi – KYEO, Дата обращения: 4 июня 2022
32. ↑  Fugazi — Full Official Chart History  (англ.). UK Albums Chart. The Official Charts Company.  Дата обращения: 16 июля 2022.